# Тупунгатіто
Тупунгаті́то (ісп. Tupungatito) — активний вулкан на кордоні Чилі та Аргентини. Висота 6000 м

## Розташування
Розташований у центральній частині Анд (Головна Кордильєра). Обмежений гірськими хребтами Вальє-де-лас-Вакас на півночі і сході і Вальє-де-лос-Орконес-Інферіор на півдні та заході. Тупунгатито виник при зіткненні тектонічних плит Наска і Південноамериканської. Знаходиться на кордоні Чилі та Аргентини, на схід від міста Сантьяго, приблизно за 50 км на південь від Аконкагуа в провінції Мендоса. Це найпівнічніший член Південної вулканічної зони, яка є одним із кількох окремих вулканічних поясів в Андах.

## Геоморфологія
Кальдера вулкана, діаметром близько 5 км, заповнена кригою. Льодовики на вулкані є важливими джерелами води для річки Ріо-Майпо та міста Сантьяго-де-Чилі. Загальний обсяг вивергнутих порід складає 5 кубічних кілометрів. На західному схилі є один або два побічні конуси, а також група з десяти невеликих кратерів на північ від кальдери. Чотири з цих кратерів перекривають один одного, а один розташований на вершині пірокластичного конуса шириною 4 кілометри на північний захід від інших кратерів. У цих кратерах розташовані три кратерні озера, одне з них має бірюзовий колір і дуже кислу воду. Загальний обсяг вулкана оцінюється в 30 кубічних кілометрів, застиглі лавові потоки свіжі та нерозмиті. Кальдер може мати вулканічне походження або утворився в результаті гігантського зсуву. У минулому потоки лави виходили із кальдери через північно-західний конус.

### Льодовики та гідрологія
На висоті понад 5400 метрів вулкан покритий льодом. На Тупунгатито лід покриває площу близько 7,3 км3. У кальдері знаходиться льодовик Тупунгатито об'ємом близько 1 км3. У холодному льоду відсутні внутрішні водяні кишені, а його максимальна товщина сягає 309 метрів. Вивідні льодовики у регіоні зазвичай покриті уламками гірської породи. У 2012 році з льодовика Тупунгатито було взято крижаний керн.
Крижаний та сніговий покрив Тупунгатито є важливим джерелом води для річок регіону та Сантьяго. Тала вода скидається на захід у річкову систему Ріо-Колорадо-Майпо, яка зрештою протікає через Сантьяго; річки Кебрада-Сека, Естеро де Тупунгато та Естеро де Тупунгато беруть початок недалеко від вулкана і входять до басейну Ріо-Колорадо. Деякі льодовики стікають на схід у річку Тупунгато, яка, будучи притокою Мендоси, є важливим джерелом води для мешканців міста Мендоси в Аргентині та прилеглих сільськогосподарських районів. Забруднення миш'яком річкової системи Майпо може походити з джерел, пов'язаних із вулканами Тупунгатито та Сан-Хосе.

## Виверження
Тупунгатито близько 55000 або менше 80000 років. Рання активність була ефузивною, потоки лави сягали 18 кілометрів, їх супроводжували селеві потоки, лахари та пірокластичні потоки, які вторглися в долину Ріо-Колорадо. У долині та її притоках оголюються дві товщі вулканічних порід потужністю близько 30 метрів кожна. Вони були датовані 52 000 ± 23 000 та 31 000 ± 10 000 років тому відповідно. Близько 30 000 років тому відбувся перехід до більш ефузивного стилю вулканічної активності з коротшими потоками лави, хоча і з коротшими потоками лави. Численні уламкові лавини зійшли на Тупунгатито та залишили відкладення у західних долинах. Тупунгатито може бути джерелом пізньоплейстоценових ріолітових відкладень навколо міста Мендоса та плейстоценової тефри, що покриває льодовикові відкладення в долині Ріо-Мендоса.
У голоцені утворилися короткі потоки лави завдовжки в середньому 7 кілометрів, довкола вулкана відклалися пірокластичні матеріали. Деякі потоки були вкриті наносами. Зниження крижаного покриву в голоцені та збільшення відстані між льодовиками та вулканічними жерлами могло бути причиною такої зміни.
Записи про активність Тупунгатито сягають 1646 року, хоча дані про виверження маловідомі через його недоступне розташування. З 1829 і 1987 роки відбулося понад 19 вивержень, тому вулкан є одним із найактивніших вулканів Південної вулканічної зони. Історичні виверження сталися в кратерах на північ від кальдери, вивергалося лише вісім кратерів. Інтенсивність вивержень за шкалою вулканічної активності не перевищувала 2. Багато вивержень, мабуть, пов'язані з тектонічними подіями в Центральному Чилі.
Виверження у Тупунгатито часто відкладали вулканічний попіл у Мендосі. У 1958—1961 роках вулкан виробив 2-кілометровий потік лави в Чилі та опади з попелу за 130 км від Сан-Мартіна (Аргентина). Є також свідчення впливу цього виверження на іоносферу. Виверження 1961 і 1964 років утворили по одному кратеру, причому кратер 1964 розташовувався прямо на південь від кратера 1961 року. Третій кратер став центром трьох останніх вивержень у 1980, 1986 та 1987 роках. Виверження 1986 року утворило тонкий шар попелу над льодовиками у цьому районі. Останнє виверження зафіксовано 1987 року. З 2012 року вулкан перебуває під наглядом Південної вулканологічної обсерваторії Анд

## Виноски
1. ↑  GLOBAL VOLCANISM PROGRAM. Архів оригіналу за 24 жовтня 2012. Процитовано 19 серпня 2014.